# Powiat Szentlőrinc
Powiat Szentlőrinc (węg. Szentlőrinci járás) – jeden z dziewięciu powiatów komitatu Baranya. Siedzibą władz jest Szentlőrinc.

## Miejscowości powiatu Szentlőrinc
- Bicsérd
- Boda
- Bükkösd
- Cserdi
- Csonkamindszent
- Dinnyeberki
- Gerde
- Gyöngyfa
- Helesfa
- Hetvehely
- Kacsóta
- Királyegyháza
- Okorvölgy
- Pécsbagota
- Sumony
- Szabadszentkirály
- Szentkatalin
- Szentlőrinc
- Velény
- Zók